# B-VM i håndbold 1979 (mænd)
B-Verdensmesterskabet i håndbold for mænd 1979 var det andet B-VM i håndbold for mænd, og turneringen med deltagelse af 12 hold afvikledes i Spanien i perioden 22. februar – 3. marts 1979. Turneringen fungerede som den europæiske kvalifikation til den olympiske håndboldturnering i 1980, og holdene spillede om to ledige pladser ved OL-slutrunden.
Turneringen blev vundet af Spanien, som i finalen besejrede Schweiz med 24-18, og de to hold kvalificerede sig dermed til OL. Ungarn endte som nr. 3, og kom også til OL, eftersom Vesttyskland meldte afbud til OL-slutrunden.
Holdene, der sluttede som nr. 9-12, rykkede ned i C-VM.

## Resultater
De 12 deltagende hold var inddelt i fire grupper med tre hold i hver, og i hver gruppe spillede holdene en enkeltturnering alle-mod-alle. De fire gruppevindere og fire -toere gik videre til kampene om placeringerne 1-8.

### Indledende runde

#### Gruppe A
| Dato  | Kamp                | Res.  | Pause | Spillested |
| ----- | ------------------- | ----- | ----- | ---------- |
| 22.2. | Sverige – Norge     | 20–17 | 7-6   | Leganes    |
| 23.2. | Bulgarien – Norge   | 18–15 | 9-6   | Leganes    |
| 24.2. | Sverige – Bulgarien | 16–15 | 09-10 | Leganes    |

| Gruppe    | Kampe | Mål   | Point |
| --------- | ----- | ----- | ----- |
| Sverige   | 2     | 36-32 | 4     |
| Bulgarien | 2     | 33-31 | 2     |
| Norge     | 2     | 32-38 | 0     |

#### Gruppe B
| Dato  | Kamp               | Res.  | Pause | Spillested |
| ----- | ------------------ | ----- | ----- | ---------- |
| 22.2. | Schweiz – Ungarn   | 19–17 | 8-7   | Murcia     |
| 23.2. | Schweiz – Frankrig | 17–16 | 10-10 | Cartagena  |
| 24.2. | Ungarn – Frankrig  | 31–14 | 16-70 | Ibi        |

| Gruppe   | Kampe | Mål   | Point |
| -------- | ----- | ----- | ----- |
| Schweiz  | 2     | 36-33 | 4     |
| Ungarn   | 2     | 48-33 | 2     |
| Frankrig | 2     | 30-48 | 0     |

#### Gruppe C
| Dato  | Kamp              | Res.  | Pause | Spillested |
| ----- | ----------------- | ----- | ----- | ---------- |
| 22.2. | Spanien – Østrig  | 23–11 | 10-50 | Zaragoza   |
| 23.2. | Holland – Østrig  | 18–18 | 07-10 | Zaragoza   |
| 24.2. | Spanien – Holland | 19–14 | 10-70 | Zaragoza   |

| Gruppe  | Kampe | Mål   | Point |
| ------- | ----- | ----- | ----- |
| Spanien | 2     | 42-35 | 4     |
| Holland | 2     | 32-37 | 1     |
| Østrig  | 2     | 29-41 | 1     |

#### Gruppe D
| Dato  | Kamp                     | Res.  | Pause | Spillested |
| ----- | ------------------------ | ----- | ----- | ---------- |
| 22.2. | Tjekkoslovakiet – Israel | 23–15 | 11-70 | Sevilla    |
| 23.2. | Island – Israel          | 21–21 | 10-11 | Sevilla    |
| 24.2. | Tjekkoslovakiet – Island | 12–12 | 7-5   | Sevilla    |

| Gruppe          | Kampe | Mål   | Point |
| --------------- | ----- | ----- | ----- |
| Tjekkoslovakiet | 2     | 35-27 | 3     |
| Island          | 2     | 33-33 | 2     |
| Israel          | 2     | 36-44 | 1     |

### Hovedrunde
I hovedrunden samledes de fire gruppevindere og de fire -toere fra den indledende runde i gruppe I og II. I hver gruppe spillede holdene en enkeltturnering alle-mod-alle, og de to gruppevindere kvalificerede sig til finalen. De to toere gik videre til bronzekampen, mens treerne gik videre til placeringskamp om femtepladsen. Endelig måtte de to firere tage til takke med at spille om syvendepladsen.

#### Gruppe I
| Dato  | Kamp                | Res.  | Pause | Spillested |
| ----- | ------------------- | ----- | ----- | ---------- |
| 26.2. | Ungarn – Sverige    | 28–23 | 13-11 | Sagunto    |
| 26.2. | Bulgarien – Schweiz | 19–15 | 11-50 | Sagunto    |
| 28.2. | Schweiz – Sverige   | 21–19 | 10-70 | Sagunto    |
| 28.2. | Ungarn – Bulgarien  | 29–23 | 13-11 | Sagunto    |

| Gruppe    | Kampe | Mål   | Point |
| --------- | ----- | ----- | ----- |
| Schweiz   | 3     | 55-55 | 4     |
| Ungarn    | 3     | 74-65 | 4     |
| Sverige   | 3     | 58-64 | 2     |
| Bulgarien | 3     | 57-60 | 2     |

#### Gruppe II
| Dato  | Kamp                      | Res.  | Pause | Spillested |
| ----- | ------------------------- | ----- | ----- | ---------- |
| 26.2. | Spanien – Island          | 19–15 | 09-10 | Barcelona  |
| 26.2. | Tjekkoslovakiet – Holland | 23–14 | 10-40 | Barcelona  |
| 28.2. | Spanien – Tjekkoslovakiet | 23–20 | 11-10 | Barcelona  |
| 28.2. | Island – Holland          | 28–14 | 11-50 | Barcelona  |

| Gruppe          | Kampe | Mål   | Point |
| --------------- | ----- | ----- | ----- |
| Spanien         | 3     | 61-49 | 6     |
| Island          | 3     | 55-45 | 3     |
| Tjekkoslovakiet | 3     | 55-49 | 3     |
| Holland         | 3     | 42-70 | 0     |

#### Gruppe 9-12
| Dato  | Kamp              | Res.  | Pause | Spillested |
| ----- | ----------------- | ----- | ----- | ---------- |
| 26.2. | Norge – Frankrig  | 17–16 | 09-80 | Murcia     |
| 26.2. | Østrig – Israel   | 22–18 | 08-60 | Cartagena  |
| 28.2. | Østrig – Norge    | 16–14 | 10-80 | Murcia     |
| 28.2. | Israel – Frankrig | 25-22 | 15-11 | Cartagena  |
| 2.3.  | Spanien – Norge   | 24-24 | 12-13 | Murcia     |
| 2.3.  | Frankrig – Østrig | 21-20 | 11-10 | Cartagena  |

| Gruppe   | Kampe | Mål   | Point |
| -------- | ----- | ----- | ----- |
| Østrig   | 3     | 58-53 | 4     |
| Israel   | 3     | 67-68 | 3     |
| Norge    | 3     | 55-56 | 3     |
| Frankrig | 3     | 59-62 | 2     |

### Placerings- og finalekampe
| Dato               | Tid                | Kamp                      | Res.               | Pause              | Spillested         |
| Kamp om 7.-pladsen | Kamp om 7.-pladsen | Kamp om 7.-pladsen        | Kamp om 7.-pladsen | Kamp om 7.-pladsen | Kamp om 7.-pladsen |
| ------------------ | ------------------ | ------------------------- | ------------------ | ------------------ | ------------------ |
| 2.3.               |                    | Holland – Bulgarien       | 24–22              | 13-12              | Barcelona          |
| Kamp om 5.-pladsen |                    |                           |                    |                    |                    |
| 3.3.               |                    | Tjekkoslovakiet – Sverige | 32–26              | 15-11              | Barcelona          |
| Bronzekamp         |                    |                           |                    |                    |                    |
| 2.3.               | 18:00              | Ungarn – Island           | 32–18              | 17-80              | Barcelona          |
| Finale             |                    |                           |                    |                    |                    |
| 3.3.               | 19:30              | Spanien – Schweiz         | 24–18              | 09-10              | Barcelona          |

### Samlet rangering
| Samlet rangering | Samlet rangering |
| ---------------- | ---------------- |
| Guld             | Spanien          |
| Sølv             | Schweiz          |
| Bronze           | Ungarn           |
| 4.               | Island           |
| 5.               | Tjekkoslovakiet  |
| 6.               | Sverige          |
| 7.               | Holland          |
| 8.               | Bulgarien        |
| 9.               | Østrig           |
| 10.              | Israel           |
| 11.              | Norge            |
| 12.              | Frankrig         |